# القوعة (البيضاء)

تعديل مصدري - تعديل

القوعة هي إحدى قرى عزلة ال مظفرالاسفل بمديرية البيضاء التابعة لمحافظة البيضاء، بلغ تعداد سكانها 543 نسمة حسب تعداد اليمن لعام 2004.